# Daitō (Osaka)
Daitō (大東市 Daitō-shi?) es una ciudad localizada en la prefectura de Osaka, Japón. En julio de 2019 tenía una población estimada de 120.087 habitantes y una densidad de población de 6.573 personas por km². Su área total es de 18,27 km².

## Geografía
El punto máximo de la localidad es el Monte Kawachiimori, con una altura de 314,3 m. Sus principales ríos son el Neyagawa y el Onchigawa.

### Localidades circundantes
- Prefectura de Osaka
  - Osaka
  - Kadoma
  - Neyagawa
  - Shijōnawate
  - Higashiōsaka
- Prefectura de Nara
  - Ikoma

## Historia
Durante la era Heian fue un lugar muy estratégico como punto de conexión entre las ciudades de Osaka y Nara.
La ciudad propiamente como tal fue fundada el 1 de abril de 1956 luego de la fusión de dos pueblos y una villa.

## Universidades
- Universidad Osaka Sangyo (大阪産業大学 Ōsaka sangyō daigaku), de la que es parte la escuela Osaka Toin, célebre por su equipo de béisbol.[3]
- Universidad Shijonawate Gakuen (四條畷学園大学 Shijōnawate gakuen daigaku)

## Personalidades ilustres
- Tsuyoshi Nishioka, jugador profesional de Béisbol. Integrante del equipo Hanshin Tigers